# روبرت بلاكبيرن
روبرت بلاكبيرن هو سياسي كندي، ولد في 17 ديسمبر 1828 في غلاسكو في المملكة المتحدة، وتوفي في 12 أغسطس 1894 في ليفربول في المملكة المتحدة. حزبياً، نشط في الحزب الليبرالي الكندي. وقد انتخب عضو مجلس العموم الكندي.